# Palazzo della Banca d’Italia (Neapel)

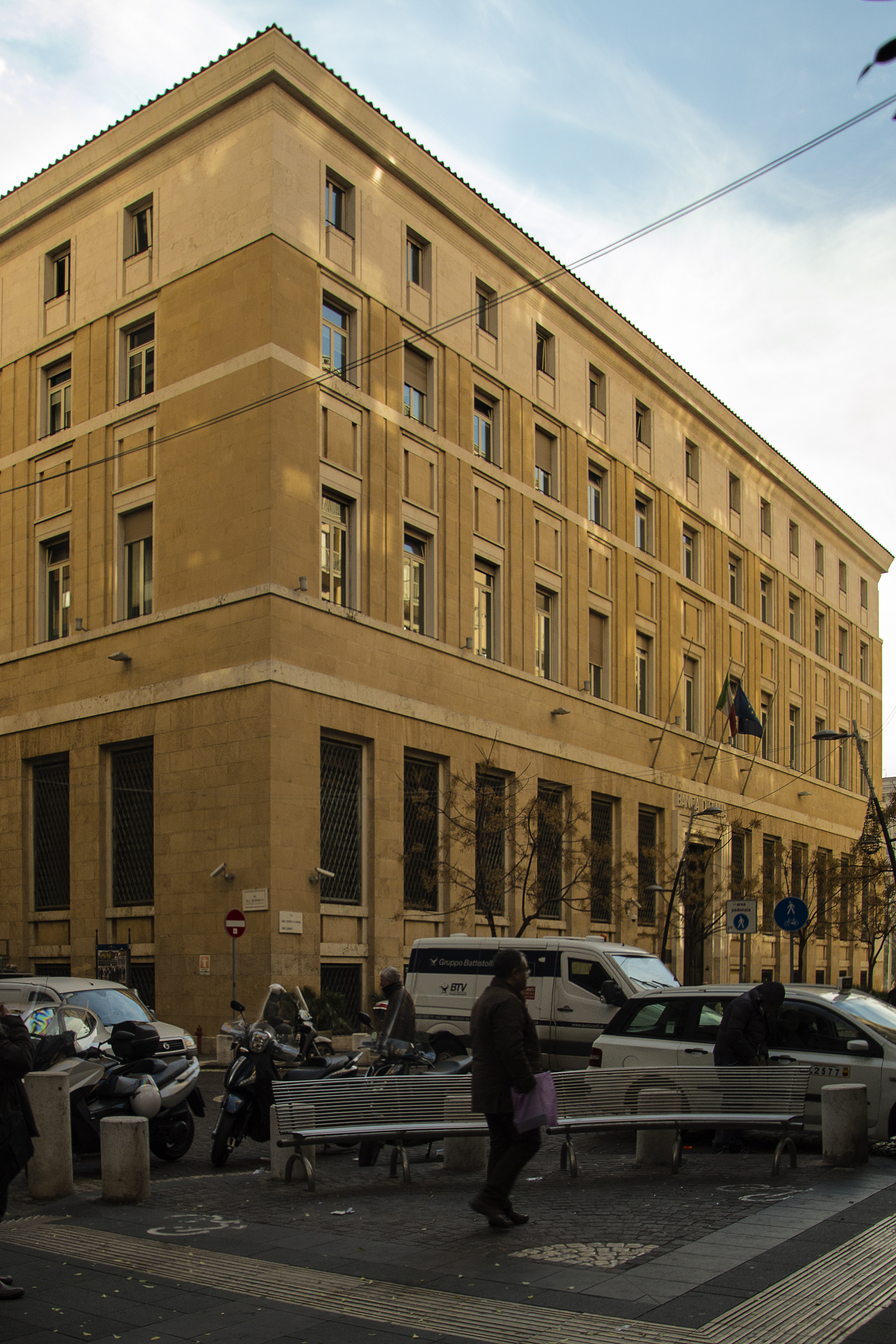
Palazzo della Banca d’Italia in Neapel

Der Palazzo della Banca d’Italia ist ein Palast aus den 1950er-Jahren im Viertel Carità von Neapel in der italienischen Region Kampanien. Das Gebäude liegt in der Via Cervantes.

## Geschichte
Die Pläne für den Palast entstanden, als das Büro für die Sanierung des Viertels Carità 1937 eine neue Variante ausarbeitete, die auch den Abriss des Palazzo Sirignano zwischen der Via Medina und der Piazza del Municipio vorsah. Das Gelände, das man durch den Abriss erhielt, sollte zum Bau eines großen, 90 Meter langen Gebäudes nach den Plänen des Bauingenieurs Guido Milone (Direktor der Sanierungsgesellschaft) dienen, das für die Banca d’Italia vorgesehen war. Der Palazzo Sirignano und weitere Gebäude auf dem Gelände für den neuen Palast wurden 1939 abgerissen und außerdem der Grundstein für den neuen Palast in Gegenwart des Königs Vittorio Emanuele II. und seines Sohnes Umberto, sowie des Kardinals Ascalesi, gelegt. Aber die Bauarbeiten wurden kriegsbedingt unterbrochen.
1949 wurde für die Fortsetzung der Arbeiten ein Wettbewerb ausgeschrieben, den die Unternehmen De Lieto und Ferrobeton gewannen. Die Projektanten waren Marcello Canino, bzw. Arnaldo Foschini. Den Plan, das gesamte Gelände mit einem einzigen, großen Gebäude zu bebauen, hatte man zugunsten des Baus eines halb so großen Gebäudes aufgegeben. Ein weiteres Gebäude, das in Größe und Stil in etwa dem Palazzo della Banca d’Italia entsprach, projektierte Foschini für die INA.
Der Palazzo della Banca d’Italia wurde am 30. Juni 1957 eingeweiht.

## Beschreibung
Der Palast belegt eine Fläche, die durch die Piazza del Municipio, die Via Cervantes, die Via dell’Incoronata und die Via Mercato dei Grani begrenzt wird. Letztere wird ausschließlich von der Bank für die Institution und die Logistik genutzt (mit Zahlung einer jährlichen Nutzungsgebühr an die Stadt Neapel). Sie trennt das Bankgebäude von ihrem Zwilling an der Via Medina, in dem die INA residiert. Das Gebäude belegt das gesamte Grundstück mit Ausnahme des Erdgeschosses, das, wie das Zwillingsgebäude, einen C-förmigen Grundriss hat.
Die Anlage ist durch einen massigen Block gekennzeichnet, der mit Stein und Travertin verkleidet ist, unterbrochen von den Fenstern des Tief- und Hochparterres, die durch mit Stein verkleidete Pfeiler getrennt sind. Ein doppeltes Travertinband trennt den Sockel von dem C-förmigem Block, der durch die Fenster charakterisiert ist, die sich mit sieben Mauerabschnitten dazwischen abwechseln, die Pilaster einschließen, die die Fassade dynamisieren. Das oberste Geschoss ist vollständig mit Travertin verkleidet und schließt mit einem robusten Gesims ab.
Das Innere kennzeichnet ein weiter Salon, der im Hochparterre liegt und Kunstwerke enthält, die Francesco Russo 1956 nach Ideen des Malers Giovanni Brancaccio schuf. In anderen Räumen gibt es auch Mosaike, auf denen ländliche oder marine Szenen abgebildet sind.